# ستيفن وول
ستيفن وول (10 ديسمبر 1959 في المملكة المتحدة - ) (بالإنجليزية: Stephen Wall)‏ هو لاعب كريكت بريطاني. لعب مع نادي وارويكشاير للكريكيت ‏ وCumbria County Cricket Club ‏.

## وصلات خارجية
- ستيفن وول على موقع إي آس بي آن كريك إنفو (الإنجليزية)